# Ludwig Christ (Politiker, 1847)
Ludwig Christ (* 16. August 1847 in Amstetten; † 28. Januar 1920 in Linz) war Kaufmann, kaiserlicher Rat und Abgeordneter zum Österreichischen Abgeordnetenhaus.

## Leben
Ludwig Christ war Sohn des Kaufmanns Max Christ († 1900). Er arbeitete im Geschäft des Vaters (Spezereiwaren und Großhandel) in Linz, das er im Jahr 1881 übernahm. Im Jahr 1887 gründete er eine Farbenfabrik in Linz, übersiedelte die Produktion aber 1892 nach Ebelsberg (heute ein Stadtteil von Linz) („Ebelsberger Farben-, Lack-, Firnis- und Kitt-Fabrik Ludwig Christ & Co.“). 1912 übergab er die Firmenleitung an seinen Schwiegersohn. 1916 wurde er Mitgründer und Geschäftsführer der Vereinigung Oberösterreichischer Großzuckerhändler in Linz. Er war auch von 1902 bis 1920 Präsident der Linzer Aktienbrauerei und Malzfabrik und von 1903 bis 1920 von der Mühlkreisbahn. Von 1904 bis 1920 war er auch Vizepräsident der Handels- und Gewerbekammer Linz.
Er war von 1904 bis 1908 Mitglied im Oberösterreichischen Landtag (X. Wahlperiode), als Abgeordneter der Handels- und Gewerbekammer. Von 1887 bis 1899 war er im Gemeinderat von Linz. Er war weiters Bürgermeister von Amstetten und Ehrenbürger von Seewalchen.
Ludwig Christ starb am 28. Januar 1920 im Alter von 72 Jahren.
Er war römisch-katholisch und ab 1872 verheiratet mit Maria Ramsauer, mit der er eine Tochter hatte.

## Politische Funktionen
Ludwig Christ war vom 19. April 1904 bis zum 30. Januar 1907 Abgeordneter des Abgeordnetenhauses im Reichsrat (X. Legislaturperiode) und war dort für die Kurie Oberösterreich, Handels- und Gewerbekammer Linz zuständig. Er war der Nachfolger des verstorbenen Emil Ritter von Dierzer.

## Klubmitgliedschaften
Ludwig Christ war Mitglied in der Deutschen Fortschrittspartei.